# Dwór Popielów w Ruszczy
Dwór Popielów – zabytkowy budynek znajdujący się w Krakowie w Dzielnicy XVIII Nowa Huta przy ul. Rusieckiej 13 w Ruszczy.
W początkach XIX wieku Ruszczę odziedziczyła po swoim ojcu Marcinie Badenim jego córka Zofia Popiel. Następnie ok. 1830 roku dobra rusieckie przejął od matki Paweł Popiel. On też na miejscu dawnego wybudował w 1863 nowy, neorenesansowy dwór, w którym przez długie lata żył i pracował.
Dwór był miejscem spotkań elity intelektualnej ówczesnego Krakowa. Bywał w nim w początkach XX wieku Karol Hubert Rostworowski. W 1918 gościł wizytatora apostolskiego w Polsce Achillesa Rattiego, późniejszego papieża Piusa XI, który zatrzymał się w dworze na obiad.
Ostatnią właścicielką dworu była Róża Kieniewicz z domu Popiel, prawnuczka Pawła Popiela, obecnie mieszkająca w Szkocji. Rodzina Popielów została zmuszona do opuszczenia Ruszczy w 1945 roku. Dwór, jak i cały majątek zostały przejęte przez Skarb Państwa na cele reformy rolnej. W następnych latach w budynku miała siedzibę spółdzielnia rolnicza, sklep oraz urząd pocztowy. Znajdowały się w nim dwa mieszkania. Po wyprowadzce ostatnich lokatorów stał przez kilka lat pusty i zaczął ulegać powolnej dewastacji.
W 2011 r. obiekt znajdował się w złym stanie technicznym, ale w czerwcu tegoż roku rozpoczęto remont dachu.
W latach świetności otoczony był parkiem w stylu angielskim, ze starymi drzewami: lipami, dębami i bukami. Do dziś pozostało ich wiele, a niektóre są starsze niż dwór.
Budynek jest niewielki, jego wschodnia część jest wyższa o jedną kondygnację. Od frontu (od południa) posiada ganek ze stylizowanymi, metalowymi kolumnami.